# 하이어런닝
《하이어 러닝》(영어: Higher Learning)은 미국에서 제작된 1995년 범죄 드라마 영화이다. 존 싱글턴이 연출, 각본, 제작을 맡았고, 오마 엡스, 크리스티 스완슨, 마이클 래퍼포트 등이 출연하였다.

## 출연진
- 오마 엡스
- 크리스티 스완슨
- 마이클 래퍼포트
- 아이스 큐브
- 제니퍼 코널리
- 타이라 뱅크스
- 리지나 킹
- 제이슨 와일스
- 콜 하우저
- 버스타 라임즈
- 로런스 피시번
- 브래드퍼드 잉글리시
- 제이 퍼거슨
- 앤드루 브리니아스키
- 트레버 세인트존
- 애덤 골드버그
- 브리짓 윌슨
- 카리 살린
- 랜들 배틴코프
- 모리스 체스트넛(크레디트 미기재)

## 기타 제작진
- 배역: 재키 브라운카먼
- 미술: 키스 브라이언 번스
- 의상: 캐럴 오디츠